# 橫財三千萬
《橫財三千萬》（英語：The Thirty Million Dollar Rush）是一部1987年香港動作喜劇片，由麥嘉導演，曾國賜、馮永和麥嘉編劇，劉家良擔任動作指導，麥嘉、林青霞、徐小鳳、曾志偉和梁韻蕊主演。

## 故事簡介
香港政府會定期銷毀殘舊的紙幣，可是大型碎紙機出現些許的故障，導至有三千萬沒有被銷毀。各路人馬為爭奪三千萬而各出其謀。

## 角色介紹
| 演員   | 角色                          |
| 麥嘉   | 關仁 (粵語配音：金貴)         |
| 林青霞 | 瑪莉亞修女 (粵語配音：盧素娟) |
| 曾志偉 | 肥仔 (粵語配音：馮永和)       |
| 梁韻蕊 | 男人頭 (粵語配音：何錦華)     |
| 鄭浩南 | Mark/小馬 (粵語配音：朱子聰)  |
| 王青   | 大口探長 (粵語配音：盧雄)     |
| 徐小鳳 | 小鳳                          |
| 胡美儀 | 阿玲/關仁前女友               |
| 吳宇森 | 阿玲新歡                      |
| 劉家良 | 關仁師兄                      |
| 吳石   | 男人頭的父亲                  |

## 外部連結
- 香港影庫上《橫財三千萬》的資料（繁體中文）
- 互联网电影数据库（IMDb）上《橫財三千萬》的资料（英文）
- 豆瓣电影上《橫財三千萬》的資料 （简体中文）
- 时光网上《橫財三千萬》的資料（简体中文）